# Œdicnème des récifs
Esacus magnirostris
Espèce
Statut de conservation UICN

 NT  : Quasi menacé
L'Œdicnème des récifs (Esacus magnirostris ou Esacus neglectus ou E. giganteus) est une espèce de limicoles appartenant à la famille des Burhinidae.
Le nom scientifique exact de cette espèce est indéterminé pour l'instant, trois candidats pouvant y prétendre.

## Répartition

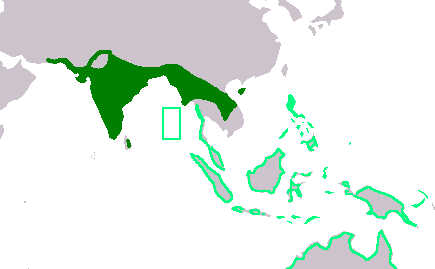
En vert clair, la distribution de E. magnirostris. En vert foncé, E. recurvirostris.

## Synonymes
- Burhinus giganteus
- Esacus neglectus

### Répartition taxonomiques
- (en) Congrès ornithologique international : Esacus magnirostris dans l'ordre Charadriiformes (consulté le 27 mai 2015)
- (fr + en)  Avibase : Esacus magnirostris (+ répartition) (consulté le 30 juin 2015)
- (en) Zoonomen Nomenclature Resource (Alan P. Peterson) : Esacus magnirostris  dans Charadriiformes
- (fr + en) ITIS : Esacus magnirostris  (Vieillot, 1818)
- (en) Animal Diversity Web : Esacus magnirostris